# Diadegma truncatum
Diadegma truncatum là một loài tò vò trong họ Ichneumonidae.